# Parc naturel régional Costa Otranto-Santa Maria di Leuca et Bosco di Tricase
Le parc naturel régional Costa Otranto-Santa Maria di Leuca et Bosco di Tricase (en italien : Parco naturale regionale Costa Otranto-Santa Maria di Leuca e Bosco di Tricase) est un espace naturel protégé créé dans les Pouilles en 2006 sur la côte orientale du Salento, entre Otrante au nord et Santa Maria di Leuca au sud, dans la province de Lecce,.

## Description
Avec plus de 50 km de côtes et 3 200 ha de territoire, ce site d'importance communautaire est le plus grand des parcs régionaux établis dans la province de Lecce. Ce grand espace protégé, créé par la loi régionale en 2006, est intégré au réseau de réserves et de parcs naturels du Salento. C'est une longue bande de terre entre deux bastions historiques de la côte : Torre del Serpe (it), un ancien phare d'origine romaine, lieu des événements légendaires racontés par Maria Corti dans Le Chant des sirènes, au plus à l'est de l'Italie (phare de Punta Palascia). On y trouve de nombreuses criques,  des pâturages, des forêts de pins, des oliveraies, des petits bois et ravins profonds jusqu'au puissant phare de Santa Maria di Leuca, se terminant ainsi dans ce Finis terrae, où se termine également l'Italie.
Une caractéristique fondamentale de cette partie de la côte est la présence de cavités liées au phénomène karstique et à l'interaction des sources côtières combinées à l'érosion provoquée par la mer.
Parmi les grottes les plus importantes figurent :
- la grotte du Cerf ;
- la grotte Romanelli ;
- la grotte Zinzulusa.

De nombreux fossiles, remontant au Paléolithique et au Néolithique, y ont été découverts.

### Faune
La zone est affectée par un passage migratoire notable des espèces d'oiseaux suivantes : outarde canepetière, busard Saint-Martin, busard pâle, mouette mélanocéphale, balbuzard pêcheur, busard des roseaux, busard cendré. C'est aussi la dernière zone régionale de la présence du mammifère le plus rare d'Europe, le phoque moine de Méditerranée (Monachus monachus).
Diverses cavités karstiques abritent des communautés souterraines rares et de nombreuses espèces d'invertébrés endémiques.

### Flore
La flore est riche en endémismes rares inscrits sur la « Liste rouge » nationale et en présence d'espèces transadriatiques et transioniques qui valorisent la valeur phytogéographique du littoral du Salento.
Dans ce contexte, il convient de mentionner d'importantes raretés botaniques telles que : Centaurea leucadea (it), Aurinia leucadea, (en), ephedra, ainsi que la rare vicia giacominiana, une endémique punctiforme.